# Nati il 30 maggio
| Questa pagina contiene informazioni ricavate automaticamente dalle voci biografiche con l'ausilio del template Bio e di un bot. L'aggiornamento è periodico e automatico e ricostruisce completamente la pagina. Se manca una persona in questa lista, sei pregato di non aggiungerla, ma accertati piuttosto che la sua voce biografica contenga il template Bio e che i dati anagrafici siano correttamente compilati. Se il template Bio manca, inseriscilo tu stesso o, in alternativa, metti l'avviso {{tmp\|Bio}} che ne segnala la mancanza. Se i dati riportati sono sbagliati, correggi direttamente la voce biografica; le modifiche saranno visibili in questa lista entro pochi giorni. Per chiarimenti vedi il progetto biografie. La lista contiene solo le 1.076 persone che sono citate nell'enciclopedia e per le quali è stato implementato correttamente il template Bio. Pagina aggiornata al 21 lug 2025. |

## XI secolo(1)
- 1010 - Song Renzong, imperatore cinese († 1063)

## XIII secolo(2)
- 1201 - Tebaldo I di Navarra, re († 1253)
- 1220 - Aleksandr Nevskij, nobile, santo e militare russo († 1263)

## XV secolo(3)
- 1423 - Georg von Peuerbach, astronomo e matematico austriaco († 1461)
- 1458 - Francesco Del Pugliese, politico e mecenate italiano
- 1464 - Barbara di Hohenzollern, duchessa († 1515)

## XVI secolo(6)
- 1529 - Giovanni Dolfin, vescovo cattolico italiano († 1584)
- 1574 - Giulio Cesare Procaccini, pittore e scultore italiano († 1625)
- 1580 - Fadrique Álvarez de Toledo Osorio, militare e politico spagnolo († 1634)
- 1582 - Antonio Ricciulli, arcivescovo cattolico italiano († 1643)
- 1590 - Lucas Jennis, incisore e tipografo tedesco († 1630)
- 1599 - Samuel Bochart, biblista, antiquario e umanista francese († 1667)

## XVII secolo(10)
- 1623 - John Egerton, II conte di Bridgewater, nobile inglese († 1686)
- 1623 - Wallerant Vaillant, pittore, disegnatore e incisore olandese († 1677)
- 1624 - Leopoldo Federico di Württemberg-Mömpelgard, duca tedesco († 1662)
- 1651 - Anton Felice Marsili, vescovo cattolico e biologo italiano († 1710)
- 1653 - Claudia Felicita d'Austria, sovrana († 1676)
- 1662 - Giovanni Maria Ferraroni, architetto italiano († 1755)
- 1664 - Johann Kaspar II Cobenzl, nobile austriaco († 1742)
- 1677 - Sofia Angelica di Württemberg-Oels, nobile tedesca († 1700)
- 1690 - Anton Sturm, scultore austriaco († 1757)
- 1690 - Pierre Vigné de Vigny, architetto francese († 1772)

## XVIII secolo(27)
- 1715 - Salvatore Monosilio, pittore italiano († 1776)
- 1718 - Wills Hill, I marchese del Downshire, politico britannico († 1793)
- 1718 - Jacob Christian Schäffer, botanico, micologo e zoologo tedesco († 1790)
- 1729 - Aleksandr Il'ič Bibikov, generale russo († 1774)
- 1729 - Antonio Giovanni Giuseppe Lucovich, vescovo cattolico dalmata († 1794)
- 1750 - John Rous, I conte di Stradbroke, nobile e politico inglese († 1827)
- 1755 - Jean-François Collin d'Harleville, commediografo francese († 1806)
- 1757 - Henry Addington, I visconte Sidmouth, politico britannico († 1844)
- 1764 - Dmitrij L'vovič Naryškin, nobile russo († 1838)
- 1764 - Alessandro Pellizzaroli-Vecellio, politico e diplomatico italiano († 1851)
- 1766 - Robert Darwin, medico inglese († 1848)
- 1768 - Étienne Marie Antoine Champion de Nansouty, generale francese († 1815)
- 1770 - Ekaterina Vladimirovna Golicyna, nobildonna russa († 1854)
- 1771 - Joseph Antoine Aréna, politico francese († 1801)
- 1775 - József Kopácsy, arcivescovo cattolico ungherese († 1847)
- 1777 - Carlo Cairoli, medico e chirurgo italiano († 1849)
- 1780 - Giovanni Tommaso Neuschel, arcivescovo cattolico ungherese († 1863)
- 1782 - John Spencer, III conte Spencer, nobile e politico britannico († 1845)
- 1782 - Michail Semënovič Voroncov, generale russo († 1856)
- 1783 - Ernst Gottlieb von Steudel, botanico e medico tedesco († 1856)
- 1786 - András Fáy, poeta ungherese († 1864)
- 1790 - John Herapath, fisico e astronomo inglese († 1868)
- 1792 - Bernardo di Sassonia-Weimar-Eisenach, militare tedesco († 1862)
- 1793 - August Daniel von Binzer, poeta e giornalista tedesco († 1868)
- 1797 - Georg Amadeus Carl Friedrich Naumann, geologo e mineralogista tedesco († 1873)
- 1800 - Henri-Marie-Gaston Boisnormand de Bonnechose, cardinale e arcivescovo cattolico francese († 1883)
- 1800 - Karl Feuerbach, matematico tedesco († 1834)

## XIX secolo(140)
- 1810 - Buenaventura Hernández Sanahuja, archeologo e storico spagnolo († 1891)
- 1811 - Andrea Verga, medico e politico italiano († 1895)
- 1812 - Ferrante Ferri Pasolini, magistrato e politico italiano († 1887)
- 1812 - John Alexander McClernand, avvocato, politico e generale statunitense († 1900)
- 1814 - Michail Bakunin, anarchico, filosofo e rivoluzionario russo († 1876)
- 1814 - Eugène Charles Catalan, matematico belga († 1894)
- 1814 - Edmond de Biéville, drammaturgo e giornalista francese († 1880)
- 1818 - Francesco Borgatti, politico e magistrato italiano († 1885)
- 1819 - Constant Fornerod, politico svizzero († 1899)
- 1820 - Lucio Tasca, politico italiano († 1892)
- 1823 - Giuseppe Micheli, generale e ingegnere italiano († 1883)
- 1824 - Elizabeth Campbell, duchessa di Argyll, nobildonna inglese († 1878)
- 1824 - Luigi Querena, pittore italiano († 1887)
- 1824 - Gustav Simon, ginecologo e chirurgo tedesco († 1876)
- 1826 - Armand Edward Blackmar, editore musicale e scacchista statunitense († 1888)
- 1826 - Ercole Lualdi, imprenditore e politico italiano († 1890)
- 1827 - John Brown, compositore di scacchi britannico († 1863)
- 1827 - Henri Roussel de Courcy, militare francese († 1887)
- 1829 - Levin Goldschmidt, giurista tedesco († 1897)
- 1830 - Augusto Etchécopar, presbitero francese († 1897)
- 1833 - Lucien Adam, linguista francese († 1918)
- 1835 - Alfred Austin, poeta e giornalista inglese († 1913)
- 1836 - Jean-Baptiste Clément, musicista francese († 1903)
- 1836 - Carmine Senise, prefetto e politico italiano († 1918)
- 1839 - Ellen Franz, attrice e drammaturga tedesca († 1923)
- 1839 - Robert Hartig, botanico e micologo tedesco († 1901)
- 1840 - Anton Hubert Fischer, cardinale e arcivescovo cattolico tedesco († 1912)
- 1841 - Matilde Téllez Robles, religiosa spagnola († 1902)
- 1844 - Félix Arnaudin, poeta, fotografo e etnografo francese († 1921)
- 1845 - Amedeo I di Spagna, sovrano († 1890)
- 1845 - Anna Vertua Gentile, scrittrice italiana († 1926)
- 1846 - Peter Carl Fabergé, gioielliere e orafo russo († 1920)
- 1846 - Angelo Mosso, medico, fisiologo e archeologo italiano († 1910)
- 1846 - John Wisker, scacchista e giornalista inglese († 1884)
- 1846 - Paul-Armand Bayard de la Vingtrie, scultore francese († 1900)
- 1847 - Feride Hanimsultan, principessa ottomana († 1920)
- 1848 - Alberto Capilupi de' Grado, ingegnere e politico italiano († 1905)
- 1850 - Antonio Pujia, presbitero, teologo e storico italiano († 1918)
- 1851 - Benno Erdmann, filosofo e psicologo tedesco († 1921)
- 1852 - Manfred von Clary und Aldringen, politico e nobile austriaco († 1928)
- 1852 - Luigi Conconi, pittore e architetto italiano († 1917)
- 1852 - Immanuel Munk, fisiologo tedesco († 1903)
- 1858 - Maurice Klippel, neurologo, psichiatra e scrittore francese († 1942)
- 1859 - Pierre Janet, neurologo, psicologo e filosofo francese († 1947)
- 1859 - Édouard Niermans, architetto olandese († 1928)
- 1860 - Orazio Mazzella, arcivescovo cattolico italiano († 1939)
- 1862 - Anton Ažbe, pittore sloveno († 1905)
- 1863 - W. H. D. Rouse, docente, grecista e latinista britannico († 1950)
- 1864 - Mindaugas II di Lituania, re († 1928)
- 1865 - Lorenzo Delponte, vescovo cattolico italiano († 1942)
- 1866 - Georges Besançon, giornalista francese († 1934)
- 1866 - Nazareno Patrizi, presbitero italiano († 1959)
- 1866 - Giuseppe Roda, architetto italiano († 1951)
- 1868 - Charles Dillingham, produttore teatrale statunitense († 1934)
- 1868 - Michele Gerardo Pasquarelli, medico e antropologo italiano († 1924)
- 1868 - János Zichy, nobile e politico ungherese († 1944)
- 1869 - Angelo Bartolomasi, arcivescovo cattolico e militare italiano († 1959)
- 1869 - Giulio Douhet, generale italiano († 1930)
- 1871 - Olga Engl, attrice austriaca († 1946)
- 1871 - Horace Finaly, banchiere francese († 1945)
- 1871 - Leopoldo IV di Lippe, sovrano († 1949)
- 1871 - Joseph Pardee, geologo statunitense († 1960)
- 1871 - Amos Rusie, giocatore di baseball statunitense († 1942)
- 1872 - Paul-Émile Janson, politico belga († 1944)
- 1872 - Celia Wray, architetto e attivista inglese († 1954)
- 1873 - Mary McKinney, supercentenaria statunitense († 1987)
- 1873 - Oluf Olsson, ginnasta danese († 1947)
- 1873 - Stephen Reid, pittore e illustratore britannico († 1948)
- 1873 - Salvador Valeri, architetto spagnolo († 1954)
- 1875 - Wallys Ghiglione, calciatore, arbitro di calcio e imprenditore italiano († 1924)
- 1876 - Giovanni Cesare Majoni, diplomatico e politico italiano († 1969)
- 1876 - Vladimir Nazor, politico, poeta e scrittore croato († 1949)
- 1878 - Umberto Crudeli, matematico e fisico italiano († 1959)
- 1878 - Raymond Smith Dugan, astronomo statunitense († 1940)
- 1880 - Miel Mundt, calciatore olandese († 1949)
- 1881 - Charlotte Burton, attrice statunitense († 1942)
- 1881 - Giuseppe Pession, ingegnere e ammiraglio italiano († 1947)
- 1881 - Rodolfo Villani, pittore e fotografo italiano († 1941)
- 1881 - Georg von Küchler, generale tedesco († 1968)
- 1882 - Wyndham Halswelle, velocista e mezzofondista britannico († 1915)
- 1882 - Hermine Körner, attrice e regista tedesca († 1960)
- 1882 - Miguel Núñez de Prado, generale spagnolo († 1936)
- 1882 - George van Rossem, schermidore olandese († 1955)
- 1884 - Luigi Cunsolo, scrittore, poeta e traduttore italiano († 1979)
- 1884 - Benvenuto Griziotti, economista italiano († 1956)
- 1884 - Alberto Masprone, discobolo, allenatore di calcio e militare italiano († 1964)
- 1885 - Emilio Albertario, giurista e storico italiano († 1948)
- 1885 - Karl Behr, tennista statunitense († 1949)
- 1885 - Ernest Guéguen, calciatore francese († 1915)
- 1885 - Ethel Muckelt, pattinatrice artistica su ghiaccio britannica († 1953)
- 1885 - Luigi Pareti, storico e archeologo italiano († 1962)
- 1886 - Dorothy Harrison Eustis, filantropa statunitense († 1946)
- 1886 - Filippo Naldi, giornalista, politico e imprenditore italiano († 1972)
- 1887 - Alexander Archipenko, scultore ucraino († 1964)
- 1887 - Einar Sahlstein, ginnasta finlandese († 1936)
- 1887 - Maurice Raymond Saunders, illusionista statunitense († 1948)
- 1887 - Gino Tagliapietra, pianista e compositore italiano († 1954)
- 1888 - Bruno Bernabei, avvocato e politico italiano († 1947)
- 1888 - Maximino Martínez, botanico messicano († 1964)
- 1889 - Iginio Ugo Faralli, diplomatico italiano († 1965)
- 1889 - Ezio Roscitano, scultore italiano († 1940)
- 1890 - Paul Czinner, regista, scrittore e produttore cinematografico ungherese († 1972)
- 1890 - Frank St. Leger, direttore d'orchestra britannico († 1969)
- 1890 - Robert Pobožný, vescovo cattolico slovacco († 1972)
- 1890 - Roger Salengro, politico francese († 1936)
- 1891 - Emanuele Grazzi, diplomatico, scrittore e traduttore italiano († 1961)
- 1891 - Domenico Ponzi, scultore italiano († 1973)
- 1892 - Fernando Amorsolo, pittore filippino († 1972)
- 1892 - Stefano Bellandi, arbitro di calcio, arbitro di rugby a 15 e dirigente sportivo italiano († 1964)
- 1892 - Russ Brown, attore statunitense († 1964)
- 1892 - Roberto Caselli, calciatore italiano († 1962)
- 1892 - Eliyahu Eliezer Dessler, rabbino, filosofo e educatore lettone († 1953)
- 1892 - Guido Dorso, politico italiano († 1947)
- 1892 - Guido Gatti, giornalista, critico musicale e musicologo italiano († 1973)
- 1892 - John Stumar, direttore della fotografia ungherese († 1962)
- 1892 - Kaarlo Vähämäki, ginnasta finlandese († 1984)
- 1893 - Aud Egede-Nissen, attrice, produttrice cinematografica e regista teatrale norvegese († 1974)
- 1893 - Cornelio Fietta, politico italiano († 1973)
- 1893 - Giuseppe Milani, scultore italiano († 1958)
- 1893 - Rosa Raisa, soprano polacco († 1963)
- 1893 - Jelly d'Arányi, violinista ungherese († 1966)
- 1895 - Ernesto Crocco, calciatore italiano († 1955)
- 1895 - Carlos Izaguirre, calciatore argentino († 1975)
- 1895 - Roberto Moscatelli, velista italiano († 1980)
- 1895 - Simone Fernando Sacconi, liutaio italiano († 1973)
- 1896 - Andrés Gazzotti, giocatore di polo argentino († 1984)
- 1896 - Howard Hawks, regista, produttore cinematografico e sceneggiatore statunitense († 1977)
- 1897 - Raffaele Ciferri, botanico e micologo italiano († 1964)
- 1897 - Guascone Guasconi, militare e aviatore italiano († 1932)
- 1897 - Tom Malloy, direttore della fotografia, montatore e sceneggiatore statunitense († 1973)
- 1897 - Milada Skrbková, tennista ceca († 1935)
- 1897 - Ferdinand Wesely, calciatore austriaco († 1949)
- 1898 - Cyril Gardner, attore, montatore e regista francese († 1942)
- 1898 - Adolfo Heisinger, calciatore argentino († 1976)
- 1898 - Ruggero Alfredo Michahelles, pittore e scultore italiano († 1976)
- 1899 - Virgil Jacomini, canottiere statunitense († 1984)
- 1899 - Cornelia Otis Skinner, attrice e scrittrice statunitense († 1979)
- 1899 - Irving Thalberg, produttore cinematografico statunitense († 1936)
- 1900 - Pier Candiano Giustiniani, imprenditore italiano († 1988)
- 1900 - Giovanni Miegge, teologo e pastore protestante italiano († 1961)

## XX secolo(857)
- 1901 - Walter Felsenstein, attore e regista teatrale austriaco († 1975)
- 1901 - Mieczysław Fogg, baritono polacco († 1990)
- 1901 - Clelia Gatti Aldrovandi, arpista italiana († 1989)
- 1901 - René Italo Ricolfi Doria, pallanuotista, nuotatore e imprenditore svizzero († 1970)
- 1901 - Giovanni Someda, ingegnere e dirigente pubblico italiano († 1978)
- 1901 - Frankie Trumbauer, sassofonista statunitense († 1956)
- 1902 - Adolfo Alessandrini, diplomatico e giornalista italiano († 1987)
- 1902 - Giorgio De Santillana, fisico, storico della scienza e storico della filosofia italiano († 1974)
- 1902 - Stepin Fetchit, attore statunitense († 1985)
- 1902 - Bernard Fischer, calciatore lussemburghese († 1971)
- 1902 - Seton Lloyd, archeologo britannico († 1996)
- 1902 - Giuseppina Projetto, supercentenaria italiana († 2018)
- 1903 - Countee Cullen, poeta statunitense († 1946)
- 1903 - Willi Reinfrank, sollevatore tedesco († 1943)
- 1903 - Albert Snouck Hurgronje, calciatore olandese († 1967)
- 1904 - Mario Costa, regista italiano († 1995)
- 1904 - Solly Zuckerman, barone Zuckerman, biologo britannico († 1993)
- 1904 - Ernesto de la Guardia, economista, politico e diplomatico panamense († 1983)
- 1905 - István Avar, calciatore ungherese († 1977)
- 1905 - Pere Tarrés i Claret, presbitero spagnolo († 1950)
- 1906 - Bud Foster, cestista e allenatore di pallacanestro statunitense († 1996)
- 1906 - Teodora di Grecia, principessa greca († 1969)
- 1906 - Bruno Gröning, mistico tedesco († 1959)
- 1906 - José Ponzinibio, calciatore argentino
- 1906 - Harry M. Rose, medico e microbiologo statunitense († 1986)
- 1906 - Rudolf Hasse, pilota automobilistico tedesco († 1942)
- 1906 - Raffaele Ranieri di Thurn und Taxis, nobile tedesco († 1993)
- 1906 - Pio Turroni, anarchico italiano († 1982)
- 1907 - Germaine Tillion, etnologa francese († 2008)
- 1907 - Robert Vernay, regista e sceneggiatore francese († 1979)
- 1908 - Hannes Alfvén, fisico svedese († 1995)
- 1908 - Mel Blanc, doppiatore, attore e comico statunitense († 1989)
- 1908 - André Cheuva, calciatore francese († 1989)
- 1908 - Louis Daquin, regista, sceneggiatore e attore francese († 1980)
- 1908 - Bernard Fitzalan-Howard, XVI duca di Norfolk, nobile e genealogista inglese († 1975)
- 1908 - Antonio Severi, calciatore italiano († 1992)
- 1909 - Norris Bradbury, fisico statunitense († 1997)
- 1909 - Jacques Canetti, produttore discografico e direttore artistico francese († 1997)
- 1909 - Freddie Frith, pilota motociclistico britannico († 1988)
- 1909 - Benny Goodman, clarinettista e compositore statunitense († 1986)
- 1909 - Hilde Rake, antifascista tedesca († 1943)
- 1909 - Luigi Solaini, ingegnere e matematico italiano († 1989)
- 1910 - Harry Bernstein, scrittore britannico († 2011)
- 1910 - Franco Dacquati, pittore e scultore italiano († 1988)
- 1910 - Ferdinand Daučík, calciatore e allenatore di calcio cecoslovacco († 1986)
- 1910 - Ettore Mattia, attore italiano († 1982)
- 1910 - Inge Meysel, attrice tedesca († 2004)
- 1910 - Mirtemir, poeta e traduttore uzbeko († 1978)
- 1910 - Elia Puccini, calciatore italiano
- 1910 - Gloria Shea, attrice statunitense († 1995)
- 1911 - Kenneth Denbigh, chimico britannico († 2004)
- 1911 - Douglas Fowley, attore statunitense († 1998)
- 1912 - Julius Axelrod, biochimico statunitense († 2004)
- 1912 - Aldo Giuseppe Borel, allenatore di calcio e calciatore italiano († 1979)
- 1912 - Roger Courtois, calciatore e allenatore di calcio francese († 1972)
- 1912 - Hugh Griffith, attore gallese († 1980)
- 1912 - Antonio Larsimont Pergameni, militare e aviatore italiano († 1942)
- 1912 - Joseph Stein, commediografo e poeta statunitense († 2010)
- 1912 - Julian Symons, scrittore, critico letterario e poeta britannico († 1994)
- 1912 - Antonio Tricarico, calciatore italiano († 1991)
- 1912 - François Tuefferd, fotografo e gallerista francese († 1996)
- 1912 - György Újszászy, militare e aviatore ungherese († 1981)
- 1913 - Irv Brenner, cestista statunitense († 1991)
- 1913 - Géza Kalocsay, allenatore di calcio e calciatore cecoslovacco († 2008)
- 1913 - Abe Simon, pugile statunitense († 1969)
- 1914 - Federico Allasio, dirigente sportivo, allenatore di calcio e calciatore italiano († 1987)
- 1914 - Armando Belletti, calciatore italiano († 1998)
- 1914 - Renzo Biasion, pittore, incisore e critico d'arte italiano († 1996)
- 1914 - Floyd Ebaugh, cestista statunitense († 1980)
- 1914 - Sandro Gallo, partigiano italiano († 1944)
- 1914 - Sergej Kraigher, politico jugoslavo († 2001)
- 1914 - Jiří Marek, scrittore, docente e giornalista ceco († 1994)
- 1914 - Milt Neil, animatore, designer e fumettista statunitense († 1997)
- 1914 - Jarosław Śmigielski, cestista polacco († 2002)
- 1914 - Marcelo Visentín, pallanuotista argentino († 1998)
- 1915 - Trentino Bui, calciatore italiano († 1957)
- 1915 - Larry Kelley, giocatore di football americano statunitense († 2000)
- 1916 - Elia Ajolfi, scultore e disegnatore italiano († 2001)
- 1916 - Jacques Georges, dirigente sportivo francese († 2004)
- 1916 - Joseph W. Kennedy, chimico statunitense († 1957)
- 1916 - Karen Lachmann, schermitrice danese († 1962)
- 1917 - Max Bozzoni, ballerino francese († 2003)
- 1917 - Peter Leeds, attore statunitense († 1996)
- 1917 - Pamela May, ballerina trinidadiana († 2005)
- 1918 - Guadalupe Amor, scrittrice messicana († 2000)
- 1918 - Károly Doncsecz, ceramista sloveno († 2002)
- 1918 - Martin Lundström, fondista svedese († 2016)
- 1918 - Costanzo Micci, vescovo cattolico italiano († 1985)
- 1918 - Gianni Vernuccio, regista, montatore e produttore cinematografico italiano († 2007)
- 1919 - René Barrientos Ortuño, generale e politico boliviano († 1969)
- 1919 - Dirk Albert Hooijer, naturalista olandese († 1993)
- 1919 - Eric Lomax, scrittore e militare scozzese († 2012)
- 1920 - Odd Andersen, calciatore norvegese († 2007)
- 1920 - Ugo Bartesaghi, politico italiano († 1976)
- 1920 - Godfrey Binaisa, politico ugandese († 2010)
- 1920 - Giovanni Giovannini, giornalista, scrittore e editore italiano († 2008)
- 1920 - George London, basso-baritono canadese († 1985)
- 1920 - Giovanni Mari, imprenditore e dirigente sportivo italiano († 1987)
- 1920 - Franklin J. Schaffner, regista statunitense († 1989)
- 1921 - Alarico Carrassi, politico italiano († 2006)
- 1921 - Mario Cordioli, calciatore italiano († 2005)
- 1921 - Maria Hasse, matematica tedesca († 2014)
- 1921 - Branko Mamula, ammiraglio e politico jugoslavo († 2021)
- 1921 - Olao Pivari, partigiano italiano († 1945)
- 1921 - Jamie Uys, regista sudafricano († 1996)
- 1922 - Jenny-Wanda Barkmann, militare tedesca († 1946)
- 1922 - Clara Betner, mezzosoprano italiano († 2012)
- 1922 - Hal Clement, scrittore di fantascienza statunitense († 2003)
- 1922 - James Olds, psicologo statunitense († 1976)
- 1922 - Cesare Peverelli, pittore italiano († 2000)
- 1922 - Carlo Reddi, partigiano italiano († 1945)
- 1923 - László Jeney, pallanuotista ungherese († 2006)
- 1923 - Jimmy Lydon, attore cinematografico e produttore televisivo statunitense († 2022)
- 1923 - Anna Proclemer, attrice e doppiatrice italiana († 2013)
- 1924 - Manlio Bertolin, calciatore italiano
- 1924 - Armando Peraza, percussionista cubano († 2014)
- 1924 - Norbert Schemansky, sollevatore statunitense († 2016)
- 1924 - Giorgio Trentin, regista e sceneggiatore italiano
- 1925 - Erhard Bauer, calciatore tedesco orientale († 1994)
- 1925 - John Cocke, informatico statunitense († 2002)
- 1925 - František Vlk, calciatore cecoslovacco († 2003)
- 1926 - James McLamore, imprenditore statunitense († 1996)
- 1926 - Christine Jorgensen, statunitense († 1989)
- 1926 - Antonino Piscitello, politico italiano († 1978)
- 1926 - Aldo Vascellari, ex calciatore italiano
- 1927 - Gerardo Gaibisso, politico italiano († 2018)
- 1927 - Werner Haas, pilota motociclistico tedesco († 1956)
- 1927 - Luigi Locatelli, giornalista italiano († 2022)
- 1927 - Umberto Ruggiero, ingegnere italiano († 2024)
- 1927 - Gino Tomasi, naturalista, entomologo e botanico italiano († 2014)
- 1927 - Clint Walker, attore statunitense († 2018)
- 1928 - Gilberto Almeida, pittore ecuadoriano († 2015)
- 1928 - Alan Ashman, allenatore di calcio e calciatore inglese († 2002)
- 1928 - James Ernest Lamy, bobbista statunitense († 1992)
- 1928 - Gustav Leonhardt, clavicembalista, organista e direttore d'orchestra olandese († 2012)
- 1928 - Agnès Varda, regista, sceneggiatrice e fotografa belga († 2019)
- 1929 - Doina Cornea, attivista romena († 2018)
- 1929 - Fernando Inciarte, filosofo e scrittore spagnolo († 2000)
- 1929 - Isaac Mansoor, pallanuotista e nuotatore indiano († 2006)
- 1930 - Giovanni Campus, poeta italiano († 2019)
- 1930 - Pavel Nikonov, pittore, grafico e insegnante russo
- 1930 - Luigi Ramponi, generale e politico italiano († 2017)
- 1930 - Robert Ryman, artista statunitense († 2019)
- 1931 - Vizma Belševica, poetessa, scrittrice e traduttrice lettone († 2005)
- 1931 - Giorgio Cambiotti, fumettista italiano († 2000)
- 1931 - Antonio Gamoneda, poeta spagnolo
- 1931 - Jean Laherrère, ingegnere e geofisico francese
- 1931 - Trudelies Leonhardt, pianista olandese
- 1931 - Larry Silverstein, imprenditore statunitense
- 1932 - Miguel Ángel Bustos, poeta, pittore e critico letterario argentino († 1976)
- 1932 - Ray Cooney, commediografo, drammaturgo e attore britannico
- 1932 - Solomon Golomb, matematico statunitense († 2016)
- 1932 - Walter Kintsch, psicologo statunitense († 2023)
- 1932 - Rosa de Castilla, cantante e attrice messicana († 2022)
- 1932 - Dino Nardin, canottiere italiano († 2010)
- 1932 - Pauline Oliveros, fisarmonicista, compositrice e teorica musicale statunitense († 2016)
- 1932 - Giulio Platone, attore e doppiatore italiano († 2003)
- 1932 - Ivor Richard, politico britannico († 2018)
- 1932 - Richard Sapper, designer tedesco († 2015)
- 1933 - Sergio Citti, regista e sceneggiatore italiano († 2005)
- 1933 - Bob Mattick, cestista statunitense († 2018)
- 1933 - Jill Perryman, attrice, cantante e ballerina australiana
- 1933 - Kari Rahkamo, triplista e politico finlandese († 2023)
- 1933 - Stefano Rodotà, giurista e politico italiano († 2017)
- 1933 - Perfecto Rodríguez, calciatore e allenatore di calcio argentino († 2013)
- 1934 - Mária Bárány, cestista ungherese († 2000)
- 1934 - Peter Dronke, latinista tedesco († 2020)
- 1934 - Aleksej Archipovič Leonov, cosmonauta sovietico († 2019)
- 1934 - Thanos Livaditis, attore e sceneggiatore greco († 2005)
- 1934 - Gian Carlo Oli, lessicografo e linguista italiano († 1996)
- 1934 - Alketas Panagoulias, allenatore di calcio e calciatore greco († 2012)
- 1934 - Michel Rouche, storico francese († 2021)
- 1935 - Maresa Gallo, attrice italiana
- 1935 - Valentino Gasparella, ex pistard e ciclista su strada italiano
- 1935 - Henning Helbrandt, calciatore danese († 2010)
- 1935 - Ruta Lee, attrice canadese
- 1935 - Giordano Mattavelli, calciatore italiano († 2025)
- 1935 - Nicola Porcelli, cestista e allenatore di pallacanestro italiano († 2010)
- 1935 - Günter Rätz, sceneggiatore, regista e animatore tedesco († 2024)
- 1935 - Jim Standen, ex calciatore e crickettista inglese
- 1935 - Edoardo Torricella, regista e attore italiano
- 1935 - Walter Zastrau, ex calciatore tedesco
- 1936 - Keir Dullea, attore statunitense
- 1936 - Stanislav Ivanovyč Hurenko, politico sovietico († 2013)
- 1936 - Slava Met'reveli, calciatore e allenatore di calcio sovietico († 1998)
- 1936 - Giuseppe Quieti, politico, giornalista e avvocato italiano († 2021)
- 1936 - Gábor Török, calciatore ungherese († 2004)
- 1937 - Ada Becchi, politica e economista italiana
- 1937 - Aleksandr Sergeevič Dem'janenko, attore cinematografico e attore teatrale russo († 1999)
- 1937 - Christopher Haskins, imprenditore, nobile e politico irlandese
- 1937 - Giovanni Lunardi, fotografo italiano
- 1937 - Armando Valladares, scrittore, poeta e diplomatico cubano
- 1937 - Phillip Whitehead, politico, produttore televisivo e scrittore britannico († 2005)
- 1937 - George Zweig, fisico statunitense
- 1938 - Pieraldo Ferrante, attore, doppiatore e direttore del doppiaggio italiano
- 1938 - Dino Liviero, ciclista su strada italiano († 1970)
- 1938 - Claude Michelet, scrittore francese († 2022)
- 1938 - Sergio Vento, diplomatico italiano
- 1939 - Alberto Alessi, politico italiano († 2022)
- 1939 - Ştefan Kroner, ex pallanuotista rumeno
- 1939 - Michael J. Pollard, attore statunitense († 2019)
- 1939 - Dieter Quester, ex pilota automobilistico austriaco
- 1939 - Michael Small, compositore statunitense († 2003)
- 1939 - Marisa Solinas, attrice e cantante italiana († 2019)
- 1940 - David Ackroyd, attore statunitense
- 1940 - James H. Charlesworth, biblista e storico delle religioni statunitense
- 1940 - Claus Dobberke, regista tedesco
- 1940 - Graziano Girardi, politico italiano
- 1940 - John Postley, cestista statunitense († 1970)
- 1940 - Angelo Romero, baritono italiano
- 1941 - Roberto Calasso, scrittore e editore italiano († 2021)
- 1941 - Luigi Conti, arcivescovo cattolico italiano († 2021)
- 1941 - Gian Carlo Di Vizia, politico italiano
- 1941 - Alessandro Finazzi Agrò, biochimico italiano
- 1941 - Trond Hoftvedt, ex calciatore norvegese
- 1941 - Yūji Ōno, musicista, compositore e pianista giapponese
- 1941 - James Rachels, filosofo statunitense († 2003)
- 1941 - Gianluigi Rossi, storico italiano
- 1942 - Claudio Meldolesi, drammaturgo e critico teatrale italiano († 2009)
- 1942 - Dan Miller, politico statunitense
- 1942 - Gerhard Olschewski, attore tedesco
- 1942 - Bob Ridley, allenatore di calcio e ex calciatore inglese
- 1942 - Gene Youngblood, critico cinematografico, saggista e politologo statunitense († 2021)
- 1943 - Aldo Brancher, ex politico e ex dirigente d'azienda italiano
- 1943 - Jeffrey Checkes, schermidore statunitense († 2024)
- 1943 - Simona Kossak, biologa e ecologa polacca († 2007)
- 1943 - Maria Rosaria Manieri, politica italiana
- 1943 - Dino Mele, attore italiano († 2010)
- 1943 - Luis Rego, cantante e attore portoghese
- 1943 - Francesco Rizzo, calciatore e dirigente sportivo italiano († 2022)
- 1943 - Gale Sayers, giocatore di football americano statunitense († 2020)
- 1943 - Paolo Scarso, dirigente sportivo e arbitro di pugilato italiano († 2004)
- 1944 - Uwe Adler, ex pentatleta tedesco
- 1944 - Katsuyoshi Kuwahara, ex calciatore giapponese
- 1944 - Claudio Pasqualin, procuratore sportivo e avvocato italiano
- 1944 - Derrick de Kerckhove, sociologo e giornalista belga
- 1945 - François Bœspflug, storico dell'arte francese
- 1945 - Richard Divila, ingegnere brasiliano († 2020)
- 1945 - Makram Khoury, attore palestinese
- 1945 - Anna Maria Leone, politica italiana
- 1946 - Michael August Blume, arcivescovo cattolico statunitense
- 1946 - Dragan Džajić, ex calciatore jugoslavo
- 1946 - Vincino, vignettista e giornalista italiano († 2018)
- 1946 - Karl Grob, calciatore svizzero († 2019)
- 1946 - Kim Kyong-hui, politica nordcoreana
- 1946 - Adrián Monachesi, ex cestista argentino
- 1946 - Supachai Panitchpakdi, politico thailandese
- 1947 - Jeffrey C. Alexander, sociologo statunitense
- 1947 - Karl-Josef Assenmacher, ex arbitro di calcio tedesco
- 1947 - Umberto Bottazzini, matematico italiano
- 1947 - ORLAN, performance artist francese
- 1947 - David Sedley, filosofo e storico della filosofia britannico
- 1947 - Erik Spiekermann, designer tedesco
- 1947 - Luiz Carlos de Moraes, attore e doppiatore brasiliano
- 1948 - Johan De Muynck, ex ciclista su strada belga
- 1948 - Michael Piller, sceneggiatore e produttore televisivo statunitense († 2005)
- 1948 - Salvador Puig Antich, anarchico spagnolo († 1974)
- 1949 - Hans Baumgartner, ex lunghista tedesco
- 1949 - Andrea Buonpadre, mafioso italiano († 1983)
- 1949 - P.J. Carlesimo, allenatore di pallacanestro statunitense
- 1949 - Klaus Flouride, bassista statunitense
- 1949 - Bjørn Trygve Grydeland, diplomatico e politico norvegese
- 1949 - Rüdiger Joswig, attore e doppiatore tedesco
- 1949 - Lydell Mitchell, ex giocatore di football americano statunitense
- 1950 - Bertrand Delanoë, politico francese
- 1950 - James Patrick Green, arcivescovo cattolico statunitense
- 1950 - Savo Kostadinovski, scrittore e traduttore macedone
- 1950 - Moyez Vassanji, scrittore e editore canadese
- 1950 - Sten Ziegler, allenatore di calcio e ex calciatore danese
- 1951 - Steve Krulevitz, ex tennista statunitense
- 1951 - Fernando Lugo, vescovo cattolico e politico paraguaiano
- 1951 - Tommaso Polidoro, giornalista, scrittore e autore televisivo italiano
- 1951 - János Rátkai, ex canoista ungherese
- 1951 - Joachim Rücker, diplomatico tedesco
- 1951 - Stephen Tobolowsky, attore statunitense
- 1951 - Zdravko Čolić, cantante bosniaco
- 1952 - Mike W. Barr, fumettista e scrittore statunitense
- 1952 - Ángel Fernández Collado, vescovo cattolico spagnolo
- 1952 - Zoltán Kocsis, pianista, direttore d'orchestra e compositore ungherese († 2016)
- 1952 - Laura Martignon, matematica italiana
- 1952 - Francesco Mastroluca, politico italiano
- 1952 - Paolo Palma, storico, giornalista e politico italiano
- 1952 - Elena Pedemonte, attrice e conduttrice radiofonica italiana
- 1952 - Alfio Quarteroni, matematico italiano
- 1952 - Alexander Toradze, pianista georgiano († 2022)
- 1953 - Larry D. Alexander, artista e scrittore statunitense
- 1953 - Antonio Azzollini, politico italiano
- 1953 - Mario Borciani, compositore e pianista italiano
- 1953 - Pierluigi Camiscioni, rugbista a 15 e stuntman italiano († 2020)
- 1953 - Can Xue, scrittrice cinese
- 1953 - Jim Hunter, ex sciatore alpino canadese
- 1953 - Anna Lavatelli, scrittrice italiana
- 1953 - Colm Meaney, attore irlandese
- 1953 - John Oswald, compositore, sassofonista e artista canadese
- 1953 - Vito Rallo, arcivescovo cattolico italiano
- 1953 - Peter Townend, surfista australiano
- 1954 - Alan Brennert, scrittore, produttore cinematografico e sceneggiatore statunitense
- 1954 - Patrizia Maestri, politica italiana
- 1954 - Gabriel Mendes, allenatore di calcio e ex calciatore portoghese
- 1954 - Jim Simpson, batterista britannico
- 1954 - Marco Tutino, compositore italiano
- 1955 - Dietmar Constantini, calciatore e allenatore di calcio austriaco († 2024)
- 1955 - Sven Dahlkvist, allenatore di calcio e ex calciatore svedese
- 1955 - Topper Headon, batterista britannico
- 1955 - Brian Kobilka, biochimico statunitense
- 1955 - Jerzy Maculewicz, vescovo cattolico e missionario polacco
- 1955 - Paolo Mazzarello, scrittore e museologo italiano
- 1955 - Jake Roberts, ex wrestler statunitense
- 1955 - Antonino Saggio, teorico dell'architettura e storico dell'architettura italiano
- 1955 - Colm Tóibín, scrittore e critico letterario irlandese
- 1955 - Vita Accardi, attrice e regista teatrale italiana
- 1956 - Piero Chiambretti, comico, autore televisivo e conduttore televisivo italiano
- 1956 - Claudio Cimpanelli, compositore italiano
- 1956 - Vittorio Galli, ex giocatore di football americano italiano
- 1956 - Tim Lucas, critico cinematografico, scrittore e editore statunitense
- 1956 - Piergiorgio Massidda, politico italiano
- 1956 - Gene Pyrz, attore canadese († 2014)
- 1956 - Aikaterinī Sakellaropoulou, magistrata e politica greca
- 1956 - David Sassoli, giornalista, conduttore televisivo e politico italiano († 2022)
- 1957 - Jesús Guzmán, ex ciclista su strada spagnolo
- 1957 - Katalin Győrffy, ex schermitrice ungherese
- 1957 - Edland Man, artista, illustratore e fotografo olandese
- 1958 - Ann Hampton Callaway, cantautrice statunitense
- 1958 - Paul Cameron, direttore della fotografia canadese
- 1958 - Pietro De Marchi, poeta e italianista svizzero
- 1958 - Marie Fredriksson, cantante svedese († 2019)
- 1958 - Steve Israel, politico statunitense
- 1958 - Michael López-Alegría, astronauta spagnolo
- 1958 - Ted McGinley, attore statunitense
- 1958 - Adrien Morillas, pilota motociclistico francese
- 1958 - Richard Francis Reidy, vescovo cattolico statunitense
- 1958 - Carlo Turati, umorista e autore televisivo italiano
- 1959 - Claudia Alexander, geofisica statunitense († 2015)
- 1959 - Alessandra Appiano, scrittrice, giornalista e autrice televisiva italiana († 2018)
- 1959 - Bert Baldwin, tastierista, cantante e polistrumentista statunitense († 2021)
- 1959 - Phil Brown, allenatore di calcio e ex calciatore inglese
- 1959 - Elyssa Davalos, attrice statunitense
- 1959 - Gilles Eyquem, allenatore di calcio e ex calciatore francese
- 1959 - Franz Haller, artista marziale italiano
- 1959 - Ramón Hicks, ex calciatore paraguaiano
- 1959 - Kirsti Nummi, ex cestista finlandese
- 1959 - Blaž Slišković, allenatore di calcio e ex calciatore bosniaco
- 1959 - Nelson Solórzano, ex cestista e allenatore di pallacanestro venezuelano
- 1959 - Marco Tamburini, trombettista e compositore italiano († 2015)
- 1959 - Pietro Tonolo, sassofonista e compositore italiano
- 1959 - Frank Vanhecke, politico belga
- 1959 - Gerald Willhite, ex giocatore di football americano statunitense
- 1959 - Daniela Zini, ex sciatrice alpina italiana
- 1960 - Micah Barnes, cantante, compositore e attore canadese
- 1960 - Chung Sung-kyo, ex calciatore sudcoreano
- 1960 - Stephen Duffy, chitarrista, paroliere e cantante inglese
- 1960 - Eugène Ekéké, ex calciatore camerunese
- 1960 - Giuseppe Galluzzo, allenatore di calcio e ex calciatore italiano
- 1960 - Skënder Hodja, ex calciatore albanese
- 1960 - James Robert McGowan, attore canadese
- 1960 - Marco Petrus, pittore italiano
- 1961 - Craig Bockhorn, attore statunitense
- 1961 - Gianrico Carofiglio, scrittore, ex magistrato e ex politico italiano
- 1961 - Kitty Carruthers, ex pattinatrice artistica su ghiaccio statunitense
- 1961 - Ralph Carter, attore e cantante statunitense
- 1961 - Pierina Correa, architetta e politica ecuadoriana
- 1961 - Luciano De Paola, allenatore di calcio e ex calciatore italiano
- 1961 - Jan Matouš, biatleta cecoslovacco
- 1962 - Reuben Agboola, ex calciatore nigeriano
- 1962 - John Alt, ex giocatore di football americano tedesco
- 1962 - Cosimo Casilli, politico italiano
- 1962 - Kevin Eastman, fumettista e editore statunitense
- 1962 - Jan Gunnarsson, ex tennista svedese
- 1962 - Biosphere, musicista norvegese
- 1962 - Tonya Pinkins, attrice e cantante statunitense
- 1962 - Timo Soini, politico finlandese
- 1962 - Joey Tafolla, chitarrista statunitense
- 1963 - Luigi Marco Bassani, storico italiano
- 1963 - Charlie Bauerfeind, produttore discografico tedesco
- 1963 - Thierry Bolloré, dirigente d'azienda e imprenditore francese
- 1963 - Scott Chambliss, scenografo statunitense
- 1963 - Enrico Galleschi, ex ciclista su strada italiano
- 1963 - Mario Giordano, scrittore e sceneggiatore tedesco
- 1963 - Shauna Grant, attrice pornografica statunitense († 1984)
- 1963 - Hella Jongerius, designer olandese
- 1963 - Roland Le Clerc, ex ciclista su strada francese
- 1963 - Élise Lucet, giornalista, conduttrice televisiva e produttrice televisiva francese
- 1963 - Vladimir Padrino López, generale e politico venezuelano
- 1963 - Helen Sharman, astronauta e chimica britannica
- 1963 - Nasrin Sotoudeh, avvocata e attivista iraniana
- 1963 - Sylke Tempel, giornalista e scrittrice tedesca († 2017)
- 1963 - Steve Tuynman, ex rugbista a 15 e allenatore di rugby a 15 australiano
- 1964 - Raffaello Alliegro, ex mezzofondista e maratoneta italiano
- 1964 - Walter Arena, marciatore italiano
- 1964 - Nathalie Desplat, ex cestista belga
- 1964 - Gia Dvali, fisico georgiano
- 1964 - Pete Gardner, attore statunitense
- 1964 - Wynonna Judd, cantante statunitense
- 1964 - Pierluigi Marquis, politico italiano
- 1964 - Andrea Montermini, pilota automobilistico italiano
- 1964 - Tom Morello, chitarrista, cantautore e attivista statunitense
- 1964 - Dominic Pressley, cestista statunitense († 1997)
- 1964 - Corinne Schmidhauser, politica, dirigente sportiva e ex sciatrice alpina svizzera
- 1964 - Chris Sharrock, batterista britannico
- 1964 - Mark Sheppard, attore e musicista britannico
- 1964 - Rose Troche, regista e sceneggiatrice statunitense
- 1965 - Ángel Francisco Caraballo Fermín, arcivescovo cattolico venezuelano
- 1965 - Troy Coker, ex rugbista a 15 australiano
- 1965 - Billy Donovan, allenatore di pallacanestro e ex cestista statunitense
- 1965 - Antoine Fuqua, regista e produttore cinematografico statunitense
- 1965 - Mike Galloway, allenatore di calcio e ex calciatore scozzese
- 1965 - Harald Glööckler, stilista tedesco
- 1965 - Jörg Kempenich, ex schermidore tedesco
- 1965 - Peter Keys, tastierista statunitense
- 1965 - Richard Machowicz, militare e personaggio televisivo statunitense († 2017)
- 1965 - Roberto Mordacci, filosofo italiano
- 1965 - Branislav Stankovič, ex tennista cecoslovacco
- 1966 - Luigino Bruni, economista, saggista e giornalista italiano
- 1966 - Tom Cordes, ex ciclista su strada e pistard olandese
- 1966 - Frédéric Hantz, allenatore di calcio e ex calciatore francese
- 1966 - Thomas Häßler, allenatore di calcio, dirigente sportivo e ex calciatore tedesco
- 1966 - Lyndon Hooper, ex calciatore, ex giocatore di calcio a 5 e allenatore di calcio guyanese
- 1966 - Stephen Malkmus, cantante e chitarrista statunitense
- 1966 - Emile Mbouh, ex calciatore camerunese
- 1966 - Brian Quinnett, ex cestista statunitense
- 1966 - Luca Tentoni, giornalista e saggista italiano
- 1966 - Vincenzo Zaccaro, politico e avvocato italiano
- 1967 - Jean-Jacques Aeschlimann, dirigente sportivo, ex hockeista su ghiaccio e allenatore di hockey su ghiaccio svizzero
- 1967 - Tim Burgess, cantante britannico
- 1967 - Giusy Consoli, disc jockey, musicista e produttrice discografica italiana
- 1967 - Claudia Porchietto, politica italiana
- 1967 - Aleksandar Trifunović, allenatore di pallacanestro e ex cestista jugoslavo
- 1968 - Emmanuelle Bach, attrice francese
- 1968 - Gianluca Galimberti, politico italiano
- 1968 - Pablo Lara, ex sollevatore cubano
- 1968 - Rogério Motta, ex giocatore di calcio a 5 brasiliano
- 1968 - Zakariyya Musawi, terrorista francese
- 1968 - Naoki Naitō, ex calciatore giapponese
- 1968 - David Oldfield, allenatore di calcio e ex calciatore inglese
- 1969 - Michele Carfora, ballerino e attore teatrale italiano
- 1969 - Filippo Nardi, disc jockey e conduttore televisivo britannico
- 1969 - Chad Gallagher, ex cestista statunitense
- 1969 - Naomi Kawase, regista, sceneggiatrice e montatrice giapponese
- 1969 - Ryūhei Kitamura, regista e sceneggiatore giapponese
- 1969 - Iginio Straffi, imprenditore, produttore televisivo e animatore italiano
- 1970 - Josep Maria Berrocal, allenatore di pallacanestro spagnolo
- 1970 - Flora Chan, cantante e attrice cinese
- 1970 - Gabriele Fersini, chitarrista e cantante italiano
- 1970 - Sylvain Gagnon, ex pattinatore di short track canadese
- 1970 - Guy-Roger Nzeng, ex calciatore gabonese
- 1970 - Nikolaj Pešalov, ex sollevatore bulgaro
- 1970 - Shan Tao, ex cestista cinese
- 1970 - Erick Thohir, imprenditore e politico indonesiano
- 1970 - Manuel Vescovi, politico italiano
- 1971 - John Ross Bowie, attore, musicista e modello statunitense
- 1971 - Paul Grayson, ex rugbista a 15 e allenatore di rugby a 15 inglese
- 1971 - Anja Haas, ex sciatrice alpina austriaca
- 1971 - Duncan Jones, regista e sceneggiatore britannico
- 1971 - Jelonek, musicista e compositore polacco
- 1971 - Billy McCaffrey, ex cestista e allenatore di pallacanestro statunitense
- 1971 - Idina Menzel, attrice e cantante statunitense
- 1971 - Blendi Nallbani, ex calciatore albanese
- 1971 - Alberto Pagani, politico italiano
- 1971 - Gabriella Pregnolato, dirigente sportiva, ex ciclista su strada e pistard italiana
- 1971 - Marco Reguzzoni, politico italiano
- 1971 - Jiří Šlégr, ex hockeista su ghiaccio ceco
- 1972 - Mike Amigorena, attore argentino
- 1972 - Filippo Frati, ex rugbista a 15 e allenatore di rugby a 15 italiano
- 1972 - Manny Ramírez, giocatore di baseball dominicano
- 1972 - Joachim Rønning, regista norvegese
- 1972 - Enrico Silvestrin, attore, conduttore radiofonico e conduttore televisivo italiano
- 1972 - Cédric Soulette, ex rugbista a 15 e imprenditore francese
- 1972 - Irmantas Stumbrys, calciatore lituano († 2000)
- 1973 - Marco Ambrosio, allenatore di calcio e ex calciatore italiano
- 1973 - Tina Bay, ex fondista norvegese
- 1973 - Michael Brunner, ex sciatore alpino tedesco
- 1973 - David Fernández Borbalán, ex arbitro di calcio spagnolo
- 1973 - Leigh Francis, attore britannico
- 1973 - Andrea Gattinoni, attore italiano
- 1974 - Erol Alkan, disc jockey e produttore discografico britannico
- 1974 - Edu Alonso, ex calciatore spagnolo
- 1974 - Massimo Bertolini, ex tennista italiano
- 1974 - Vigor Bovolenta, pallavolista italiano († 2012)
- 1974 - Kōstas Chalkias, dirigente sportivo e ex calciatore greco
- 1974 - Big L, rapper statunitense († 1999)
- 1974 - Marco Jakobs, bobbista tedesco
- 1974 - Kim Dae-eui, ex calciatore sudcoreano
- 1974 - Susanne König, schermitrice tedesca
- 1974 - Sebowa Namuanza, ex cestista della Repubblica Democratica del Congo
- 1974 - Andry Rajoelina, politico malgascio
- 1974 - Darnell Robinson, ex cestista statunitense
- 1974 - Shin Ha-kyun, attore sudcoreano
- 1974 - Nikolaj Spinëv, ex canottiere russo
- 1974 - Marco van Velsen, ex cestista olandese
- 1974 - Valeria Vidali, doppiatrice e direttrice del doppiaggio italiana
- 1974 - Peter Wrolich, ex ciclista su strada austriaco
- 1975 - Adel Bencherif, attore francese
- 1975 - Cee Lo Green, cantautore, rapper e produttore discografico statunitense
- 1975 - Marco Da Villa, politico italiano
- 1975 - Evan Eschmeyer, ex cestista statunitense
- 1975 - Brian Fair, cantante statunitense
- 1975 - Andy Farrell, ex rugbista a 13, rugbista a 15 e allenatore di rugby a 15 britannico
- 1975 - Giulia Grillo, politica e medico italiana
- 1975 - Marissa Mayer, dirigente d'azienda e ingegnera statunitense
- 1975 - Liberto Rabal, attore e regista spagnolo
- 1975 - Simone Zanon, mezzofondista italiano
- 1976 - Martín Durand, rugbista a 15 argentino
- 1976 - Brad Finstad, politico statunitense
- 1976 - Oleksandr Kajdaš, ex velocista ucraino
- 1976 - Omri Katz, attore statunitense
- 1976 - Thomas Lilti, regista e sceneggiatore francese
- 1976 - Carlos María Lugo, ex calciatore paraguaiano
- 1976 - Radoslav Nesterovič, ex cestista sloveno
- 1976 - Magnus Norman, allenatore di tennis e ex tennista svedese
- 1976 - Margaret Okayo, maratoneta keniota
- 1976 - Richard Pellejero, ex calciatore uruguaiano
- 1976 - Tony Rampton, ex cestista e allenatore di pallacanestro neozelandese
- 1976 - Ekaterina Aleksandrovna Vasil'eva, ex pallanuotista russa
- 1976 - Jyrki Välivaara, hockeista su ghiaccio finlandese
- 1977 - Akwá, ex calciatore angolano
- 1977 - Ivan Bebek, arbitro di calcio croato
- 1977 - Cristian Bucchi, allenatore di calcio e ex calciatore italiano
- 1977 - Vasil Evtimov, allenatore di pallacanestro e ex cestista bulgaro
- 1977 - Leonardo Medina, ex calciatore uruguaiano
- 1977 - Joseph Musonda, allenatore di calcio e ex calciatore zambiano
- 1977 - Mark Nicholls, allenatore di calcio e ex calciatore inglese
- 1977 - Nathan Robertson, ex giocatore di badminton britannico
- 1977 - Rachael Stirling, attrice britannica
- 1977 - Federico Vilar, ex calciatore argentino
- 1977 - Grégoire Yachvili, ex rugbista a 15 e allenatore di rugby a 15 francese
- 1978 - Leonardo Azzaro, ex tennista italiano
- 1978 - Hakim Ben El Hadj, arbitro di calcio francese
- 1978 - Tomomi Fujimura, ex calciatrice giapponese
- 1978 - Mirko Gerbi, ex pallavolista italiano
- 1978 - Natallja Helach, canottiera bielorussa
- 1978 - K'naan, rapper somalo
- 1978 - Lyoto Machida, artista marziale misto brasiliano
- 1978 - Heinz Müller, ex calciatore tedesco
- 1978 - Randy Napoleon, chitarrista, compositore e arrangiatore statunitense
- 1978 - Nicolás Olivera, ex calciatore uruguaiano
- 1979 - Brett Anderson, cantante statunitense
- 1979 - Clint Bowyer, pilota automobilistico statunitense
- 1979 - Gianni Carabelli, ex ostacolista italiano
- 1979 - Fabian Ernst, ex calciatore tedesco
- 1979 - Rie Kugimiya, doppiatrice e cantante giapponese
- 1979 - Paolo Lattanzio, politico italiano
- 1979 - Jenny Mollen, attrice statunitense
- 1979 - Tadhg Murphy, attore irlandese
- 1979 - Carlos Rubén Rivera, ex calciatore panamense
- 1979 - Stéphane Tissot, ex sciatore alpino francese
- 1979 - István Vad, arbitro di calcio ungherese
- 1979 - Hardi Jaafar, ex calciatore malese
- 1979 - Steff da Campo, disc jockey e produttore discografico olandese
- 1980 - Margaret Dingeldein, ex pallanuotista statunitense
- 1980 - Steven Gerrard, allenatore di calcio e ex calciatore britannico
- 1980 - José Ángel Gómez Marchante, ex ciclista su strada spagnolo
- 1980 - Ruža Ignatova, truffatrice bulgara
- 1980 - Sergej Ivanov, ex calciatore kirghiso
- 1980 - Ilona Korstin, ex cestista russa
- 1980 - Mathis Landwehr, attore tedesco
- 1980 - Remy Ma, rapper statunitense
- 1980 - Ryōgo Narita, scrittore giapponese
- 1980 - Anna Ohura, attrice pornografica giapponese
- 1980 - Erin Pac, bobbista statunitense
- 1980 - Christian Pistoni, pilota motociclistico italiano
- 1980 - Joachim Standfest, allenatore di calcio e ex calciatore austriaco
- 1980 - Halis Özkahya, arbitro di calcio turco
- 1981 - Devendra Banhart, cantautore statunitense
- 1981 - Blake Bashoff, attore statunitense
- 1981 - Gianmaria Bruni, pilota automobilistico italiano
- 1981 - Deserts Chang, cantante e compositrice taiwanese
- 1981 - Rosalie Craig, attrice, doppiatrice e cantante inglese
- 1981 - Assia El Hannouni, ex atleta paralimpica francese
- 1981 - Ahmad Elrich, ex calciatore australiano
- 1981 - Julie Maria, cantante danese
- 1981 - Stephan Klossner, arbitro di calcio svizzero
- 1981 - Magnus Már Luðviksson, ex calciatore islandese
- 1981 - Olena Ohorodnikova, ex cestista ucraina
- 1981 - Tomáš Pešír, calciatore ceco
- 1981 - Georgina Pinedo, pallavolista argentina
- 1981 - William Torres Cabrera, ex calciatore salvadoregno
- 1981 - Igor Žuržinov, ex calciatore serbo
- 1982 - Miłosz Bernatajtys, canottiere polacco
- 1982 - Ricardo Canales, calciatore honduregno
- 1982 - Marco Geraci, ex rugbista a 15 e allenatore di rugby a 15 italiano
- 1982 - Eddie Griffin, cestista statunitense († 2007)
- 1982 - Saulius Kuzminskas, ex cestista e allenatore di pallacanestro lituano
- 1982 - Xhilda Lapardhaja, attrice albanese
- 1982 - Kabamba Musasa, calciatore della Repubblica Democratica del Congo
- 1982 - James Simpson-Daniel, rugbista a 15 britannico
- 1983 - Krushna Abhishek, attore, comico e conduttore televisivo indiano
- 1983 - Mustapha Allaoui, calciatore marocchino
- 1983 - Coone, disc jockey belga
- 1983 - Frantz Bertin, ex calciatore francese
- 1983 - Darryl Blackstock, giocatore di football americano statunitense
- 1983 - Nicolas Corbeil, ex hockeista su ghiaccio canadese
- 1983 - Anđelko Ćuk, pallavolista bosniaco
- 1983 - Jonas Ekdahl, batterista svedese
- 1983 - Jennifer Ellison, attrice, cantante e ballerina britannica
- 1983 - Roger Lee Hayden, pilota motociclistico statunitense
- 1983 - Oleg Hromțov, ex calciatore moldavo
- 1983 - Ignacio Ithurralde, allenatore di calcio e ex calciatore uruguaiano
- 1983 - Bart Palaszewski, artista marziale misto polacco
- 1983 - Fahri Tatan, ex calciatore turco
- 1983 - Simone Vagnozzi, allenatore di tennis e ex tennista italiano
- 1984 - Johan Eklund, ex calciatore svedese
- 1984 - Markos Geneti, ex mezzofondista e maratoneta etiope
- 1984 - Islom Inomov, ex calciatore uzbeko
- 1984 - Martin Kohlmaier, ex cestista austriaco
- 1984 - Agnès Llobet, attrice, poetessa e modella spagnola
- 1984 - Juan Pablo Pereyra, ex calciatore argentino
- 1984 - Málfríður Erna Sigurðardóttir, calciatrice islandese
- 1984 - Alexander Sulzer, hockeista su ghiaccio tedesco
- 1984 - Gessica Turato, ex ciclista su strada e pistard italiana
- 1984 - Kostja Ullmann, attore tedesco
- 1984 - DeWanda Wise, attrice statunitense
- 1984 - Moriah van Norman, ex pallanuotista statunitense
- 1985 - Sam Baker, giocatore di football americano statunitense
- 1985 - Aljaksandr Byčanok, ex calciatore bielorusso
- 1985 - Csaba Csizmadia, allenatore di calcio e ex calciatore rumeno
- 1985 - Gulnara Gabelia, calciatrice georgiana
- 1985 - David Gigliotti, calciatore francese
- 1985 - Nikita Krjukov, ex fondista russo
- 1985 - Igor' Kurnosov, scacchista russo († 2013)
- 1985 - Igor Lewczuk, calciatore polacco
- 1985 - Sebastian Madera, ex calciatore polacco
- 1985 - Alessandro Melicchio, politico italiano
- 1985 - Erik Rost, sci orientista e orientista svedese
- 1985 - Gesine Ruge, ex canoista tedesca
- 1985 - Fernando Salas, giocatore di baseball messicano
- 1985 - Son Young-ki, schermidore sudcoreano
- 1985 - Krisztián Vadócz, calciatore ungherese
- 1985 - Jennifer Winget, attrice indiana
- 1985 - Čuluun Hulan, attrice mongola
- 1986 - Oleksandr Bandura, calciatore ucraino
- 1986 - Claudia Beni, cantante croata
- 1986 - Nikolaj Bodurov, calciatore bulgaro
- 1986 - Vladimir Dragičević, ex cestista montenegrino
- 1986 - Han Sang-woon, calciatore sudcoreano
- 1986 - Kendall Jagdeosingh, calciatore trinidadiano
- 1986 - Foxi Kéthévoama, ex calciatore centrafricano
- 1986 - Pasha Parfeni, cantante moldavo
- 1986 - Will Peltz, attore statunitense
- 1986 - Badra Ali Sangaré, calciatore ivoriano
- 1986 - Sean Nicholas Savage, cantautore e musicista canadese
- 1986 - Marko Simonović, ex cestista e allenatore di pallacanestro serbo
- 1986 - Sophie de Fürst, attrice francese
- 1987 - Wander Luiz Bitencourt Junior, ex calciatore brasiliano
- 1987 - Andrea Busato, nuotatore italiano
- 1987 - Djalma Campos, ex calciatore angolano
- 1987 - Joyce Cheng, cantante, attrice e scrittrice cinese
- 1987 - Aleksandra Crnčević, pallavolista serba
- 1987 - Javicia Leslie, attrice tedesca
- 1987 - Lucas Makowsky, pattinatore di velocità su ghiaccio canadese
- 1987 - Yves Mboussi, calciatore camerunese
- 1987 - Mattias Mete, ex calciatore svedese
- 1987 - Fidencio Oviedo, calciatore paraguaiano
- 1987 - Artem Pryma, biatleta ucraino
- 1987 - Ren Hang, fotografo e poeta cinese († 2017)
- 1987 - Pasquale Schiattarella, allenatore di calcio e ex calciatore italiano
- 1987 - Teddy Tinmar, velocista francese
- 1987 - Renee Wickliffe, rugbista a 15 neozelandese
- 1987 - Kyle Wilson, giocatore di football americano statunitense
- 1988 - Josué Ayala, calciatore argentino
- 1988 - Stephanie Beckert, pattinatrice di velocità su ghiaccio tedesca
- 1988 - Bradley Bubb, calciatore grenadino
- 1988 - Heike Eder, sciatrice alpina austriaca
- 1988 - Kelvin Etuhu, ex calciatore nigeriano
- 1988 - Taylor King, ex cestista statunitense
- 1988 - Péter Kurucz, ex calciatore ungherese
- 1988 - Colin McCarthy, giocatore di football americano statunitense
- 1988 - No Way Jose, wrestler statunitense
- 1988 - Amanda Nunes, artista marziale misto brasiliano
- 1988 - Boban Tomić, ex cestista sloveno
- 1988 - Irak'li K'limiashvili, ex calciatore georgiano
- 1989 - Kamar Aiken, giocatore di football americano statunitense
- 1989 - Ailee, cantante statunitense
- 1989 - Thomas Amrhein, bobbista svizzero
- 1989 - Greg Billington, triatleta statunitense
- 1989 - Radu Catan, ex calciatore moldavo
- 1989 - Lesja Curenko, tennista ucraina
- 1989 - Alexandra Dulgheru, tennista rumena
- 1989 - Jules Goda, calciatore camerunese
- 1989 - Greg Little, giocatore di football americano statunitense
- 1989 - Jerry Hoffmann, attore, sceneggiatore e regista tedesco
- 1989 - Yui Ishikawa, doppiatrice giapponese
- 1989 - Jimmy Janssens, ciclista su strada belga
- 1989 - Libor Kozák, calciatore ceco
- 1989 - Takuya Marutani, ex calciatore giapponese
- 1989 - Catherine McNeil, supermodella australiana
- 1989 - Liliana Miccio, cestista italiana
- 1989 - Jean-Frédéric Morency, cestista francese
- 1989 - Akiyo Noguchi, arrampicatrice giapponese
- 1989 - Lenie Onzia, calciatrice belga
- 1989 - Hyomin, cantante, attrice e modella sudcoreana
- 1989 - Guillermo Pfund, calciatore argentino
- 1989 - Aurelio Saco Vértiz, ex calciatore peruviano
- 1989 - Mikel San José, ex calciatore spagnolo
- 1989 - Michele Santucci, ex nuotatore italiano
- 1989 - Serene Siren, attrice pornografica statunitense
- 1989 - Leah Thomas, ciclista su strada statunitense
- 1989 - Goh Liu Ying, giocatrice di badminton malese
- 1990 - Mustafa Akbaş, calciatore turco
- 1990 - Dejan Boljević, calciatore montenegrino
- 1990 - Timo Brauer, calciatore tedesco
- 1990 - Dean Collins, attore statunitense
- 1990 - Alexis Colón, pallavolista portoricano
- 1990 - Baldan Cyžipov, lottatore russo
- 1990 - Eszter Dara, ex nuotatrice ungherese
- 1990 - Bandzile Dlamini, principe swati
- 1990 - Alessandro Giannessi, ex tennista italiano
- 1990 - Méline Gérard, ex calciatrice francese
- 1990 - Han Xinyun, tennista cinese
- 1990 - Im Yoon-a, cantante e attrice sudcoreana
- 1990 - Sophie Kleeberg, ex pesista tedesca
- 1990 - Lee Dae-seong, cestista sudcoreano
- 1990 - Mason Lee, attore statunitense
- 1990 - Rafael Longuine, calciatore brasiliano
- 1990 - Matías Nocedal, ex cestista argentino
- 1990 - Pak Sung-hyok, calciatore nordcoreano
- 1990 - Maurice Stuckey, cestista tedesco
- 1990 - Josef Šural, calciatore ceco († 2019)
- 1990 - Trần Văn Vũ, ex giocatore di calcio a 5 vietnamita
- 1990 - Zack Wheeler, giocatore di baseball statunitense
- 1991 - Akimi Barada, calciatore giapponese
- 1991 - Callum Booth, calciatore scozzese
- 1991 - Eduardo Manuel Gámez, ex calciatore messicano
- 1991 - Johan Martial, ex calciatore francese
- 1991 - Bruno Nascimento, ex calciatore brasiliano
- 1991 - Valentín Pimentel, calciatore panamense
- 1991 - Rodrigo Pinho, calciatore tedesco
- 1991 - Amir Sarkhosh, giocatore di snooker iraniano
- 1991 - Dante Stipica, calciatore croato
- 1991 - Serena Tateo, sceneggiatrice e attrice italiana
- 1991 - Suani Uelese, calciatore samoano americano
- 1991 - Valentina Vignali, cestista, modella e personaggio televisivo italiana
- 1991 - Robson dos Santos Fernandes, calciatore brasiliano
- 1992 - Ksenija Alopina, ex sciatrice alpina russa
- 1992 - Cristian Andreoni, calciatore italiano
- 1992 - Marius Anthonisen, giocatore di calcio a 5 e calciatore norvegese
- 1992 - Stephanie Au, nuotatrice hongkonghese
- 1992 - Harrison Barnes, cestista statunitense
- 1992 - Kevin Boyle, ex hockeista su ghiaccio statunitense
- 1992 - Santiago Chacón, calciatore argentino
- 1992 - Logan Da Costa, karateka francese
- 1992 - Astan Dabo, ex cestista maliana
- 1992 - Borja Domínguez, calciatore spagnolo
- 1992 - Andre Hal, giocatore di football americano statunitense
- 1992 - Oksana Kiselyova, pallavolista azera
- 1992 - Martin Kraus, calciatore ceco
- 1992 - Jeremy Lamb, ex cestista statunitense
- 1992 - Li Lei, calciatore cinese
- 1992 - Andrej Loktionov, hockeista su ghiaccio russo
- 1992 - Liam Mower, ballerino e attore britannico
- 1992 - Shiva Negar, attrice iraniana
- 1992 - Alessia Pecchini, calciatrice italiana
- 1992 - My Phan, tuffatrice tedesca
- 1992 - Maurice Pluskota, cestista tedesco
- 1992 - Qian Jiarui, schermitrice cinese
- 1992 - Madison Solow, calciatrice canadese
- 1992 - Sarach Yooyen, calciatore thailandese
- 1993 - Yannick Bastos, ex calciatore lussemburghese
- 1993 - Hugo Boucheron, canottiere francese
- 1993 - Maksym Dehtjar'ov, calciatore ucraino
- 1993 - Sami Eleraky, cestista danese
- 1993 - Dylan Flores, calciatore costaricano
- 1993 - Luca Frigo, hockeista su ghiaccio italiano
- 1993 - Sōta Fukushi, attore giapponese
- 1993 - Bayron Garcés, calciatore colombiano
- 1993 - Maurice Hirsch, ex calciatore tedesco
- 1993 - Ryan Kelly, giocatore di football americano statunitense
- 1993 - Alessandro Martinelli, calciatore svizzero
- 1993 - Sean McDermott, calciatore irlandese
- 1993 - Naohisa Takato, judoka giapponese
- 1993 - Nikola Vuksanović, giocatore di football americano serbo
- 1994 - Johan Bezzina, calciatore maltese
- 1994 - Kirill Golosnickij, rugbista a 15 russo
- 1994 - Víctor González, calciatore cileno
- 1994 - Jake Hughes, pilota automobilistico britannico
- 1994 - Zach LeDay, cestista statunitense
- 1994 - Madeon, disc jockey e produttore discografico francese
- 1994 - Maria Messner, slittinista italiana
- 1994 - Mike Moore, cestista statunitense
- 1994 - Vasileios Mparkas, calciatore greco
- 1994 - Óscar Pelegrí, ex ciclista su strada e ex pistard spagnolo
- 1994 - Brett Phillips, giocatore di baseball statunitense
- 1994 - Nazim Sangaré, calciatore tedesco
- 1994 - Laurence St-Germain, sciatrice alpina canadese
- 1995 - Kristian Aasvold, ex ciclista su strada norvegese
- 1995 - Enrique Javier Borja, calciatore paraguaiano
- 1995 - Aaron Caneva, lottatore italiano
- 1995 - Madisyn Cox, nuotatrice statunitense
- 1995 - Rodrigo De Ciancio, calciatore argentino
- 1995 - Lindsay De Vylder, pistard e ciclista su strada belga
- 1995 - Baha' Faisal, calciatore giordano
- 1995 - Jonah Hauer-King, attore britannico
- 1995 - Arna Ýr Jónsdóttir, modella e ex astista islandese
- 1995 - Oleg Kožemjakin, calciatore russo
- 1995 - Dhiya Mahjoub, calciatore sudanese
- 1995 - Chiara Mormile, schermitrice italiana
- 1995 - Antonio Porcino, calciatore italiano
- 1995 - Rodin Quiñónes, calciatore colombiano
- 1995 - Lukáš Rohan, canoista ceco
- 1995 - Kingsley Sokari, calciatore nigeriano
- 1995 - Ivana Vanjak, pallavolista tedesca
- 1995 - Francesca Villani, pallavolista italiana
- 1995 - Akim Zedadka, calciatore algerino
- 1996 - Said-Ali Achmaev, calciatore russo
- 1996 - Bohdan Bojčuk, calciatore ucraino
- 1996 - Cristian Garín, tennista cileno
- 1996 - Aleksandr Golovin, calciatore russo
- 1996 - Beatriz Haddad Maia, tennista brasiliana
- 1996 - Myisha Hines-Allen, cestista statunitense
- 1996 - Lucki, rapper statunitense
- 1996 - Aly Ndom, calciatore francese
- 1996 - Boro, rapper italiano
- 1996 - Andy Ruiz, calciatore guatemalteco
- 1996 - Kendall Sheffield, giocatore di football americano statunitense
- 1996 - Silas Araújo da Silva, calciatore brasiliano
- 1996 - Abner, calciatore brasiliano
- 1996 - Noor Vidts, multiplista belga
- 1997 - Agustín Cardozo, calciatore argentino
- 1997 - Charlie Hall, attore statunitense
- 1997 - Alex Ierullo, hockeista su ghiaccio canadese
- 1997 - Nemanja Jevrić, calciatore serbo
- 1997 - Eunha, cantante e attrice sudcoreana
- 1997 - Lukáš Kojnok, calciatore slovacco
- 1997 - Luís Eduardo Marques dos Santos, calciatore brasiliano
- 1997 - Sebastian Nađ, lottatore serbo
- 1997 - Brenden Schooler, giocatore di football americano statunitense
- 1997 - Jake Short, attore statunitense
- 1997 - Dario Šarić, calciatore bosniaco
- 1998 - Sarah Bonnici, cantante maltese
- 1998 - Jasmine Gross, pallavolista statunitense
- 1998 - Khalid Hachadi, calciatore marocchino
- 1998 - Hugo Magnetti, calciatore francese
- 1998 - Simone Muratore, ex calciatore italiano
- 1998 - Bryan Ngwabije, calciatore francese
- 1998 - Franco Sivetti, calciatore argentino
- 1998 - Siebe Van der Heyden, calciatore belga
- 1999 - YaYa Diaby, giocatore di football americano statunitense
- 1999 - Sean Giambrone, attore e doppiatore statunitense
- 1999 - Guy-Marcelin Kilama, calciatore camerunese
- 1999 - Eddie Nketiah, calciatore inglese
- 1999 - Serge-Philippe Raux-Yao, calciatore francese
- 1999 - Ervino Soares, calciatore est-timorese
- 1999 - Zhou Guanyu, pilota automobilistico cinese
- 1999 - Jonas Toró, calciatore brasiliano
- 2000 - André Almeida, calciatore portoghese
- 2000 - Ben Cabango, calciatore gallese
- 2000 - Kristin Austgulen Fosnæs, fondista norvegese
- 2000 - Jared S. Gilmore, attore statunitense
- 2000 - Jay Gorter, calciatore olandese
- 2000 - Hakim Guenouche, calciatore francese
- 2000 - Giovanni Haag, calciatore francese
- 2000 - Glenda Morejón, marciatrice ecuadoriana
- 2000 - Sheynnis Palacios, modella nicaraguense
- 2000 - Nathanaël Saintini, calciatore francese
- 2000 - Karolina Stanisławczyk, cantante polacca
- 2000 - Toichi Suzuki, calciatore giapponese
- 2000 - Fábio Vieira, calciatore portoghese
- 2000 - Shin Yamada, calciatore giapponese

## XXI secolo(29)
- 2001 - Martina Cariddi, attrice spagnola
- 2001 - Nancy Chepleting, mezzofondista keniota
- 2001 - Zach Evans, giocatore di football americano statunitense
- 2001 - Lucas Fasson, calciatore brasiliano
- 2001 - Luis Nițu, calciatore rumeno
- 2001 - Franco Ortellado, calciatore argentino
- 2001 - Dominik Peter, saltatore con gli sci svizzero
- 2001 - Matěj Ryneš, calciatore ceco
- 2001 - Safwane Salhi, ginnasta marocchino
- 2001 - Arnau Tenas, calciatore spagnolo
- 2001 - Kurt Wegscheider, cestista centrafricano
- 2001 - Patrick Wimmer, calciatore austriaco
- 2002 - Muath Faqeehi, calciatore saudita
- 2002 - Enzo Paleni, ciclista su strada francese
- 2002 - Maxence Rivera, calciatore francese
- 2003 - Lautaro Carrera, calciatore argentino
- 2003 - Giulia Giacobbo, calciatrice italiana
- 2003 - Shaedon Sharpe, cestista canadese
- 2004 - Ahmed Al-Rawi, calciatore qatariota
- 2004 - Miro Little, cestista finlandese
- 2004 - Arina Myasnikova, nuotatrice artistica kazaka
- 2004 - Georgiana Sesay, velocista sierraleonese
- 2005 - Anna Haarup Munch, attrice danese
- 2005 - Ahmed Jaouadi, nuotatore tunisino
- 2005 - Taras Mychavko, calciatore ucraino
- 2005 - Juan Rodríguez, calciatore uruguaiano
- 2005 - Shi Han, tennista cinese
- 2007 - Charalampos Kōstoulas, calciatore greco
- 2007 - Kai Mauro, calciatore gibilterriano

## Senza anno specificato(1)
- Ludwig Lewisohn, scrittore, critico letterario e sociologo statunitense († 1955)